# Laxantienabusus
Von einem Laxantienabusus (Missbrauch von Abführmitteln) spricht man, wenn Personen, die nicht an einer behandlungsbedürftigen Verstopfung (Obstipation) leiden, Abführmittel (Laxantien) missbräuchlich in sehr hohen Dosen (zum Teil 100-fach höhere Tagesdosis) zur (vermeintlichen) Gewichtsreduktion oder aus anderen Gründen einnehmen. Der Laxantienabusus ist häufig bei Anorexie- oder Bulimie-Patienten zu beobachten. Mittels Abführmitteln kann eine schwere chronische Diarrhoe induziert werden um Aufmerksamkeit und Zuwendung zu erregen.
Der Personenkreis mit absichtlichem Missbrauch bevorzugt im allgemeinen Darreichungsformen wie kleine Tabletten oder Tropfen, die diskret in großen Mengen eingenommen werden können.
In extremen Fällen kann es bei Laxantien-Abusern, die gleichzeitig ihre Nahrungsaufnahme stark einschränken bzw. Nahrung und Flüssigkeit durch Induzieren von Erbrechen dem Körper wieder entziehen, durch chronische Durchfälle zu Elektrolytverlust (insbesondere Hypokaliämie) sowie als Folge davon zu Herzrhythmusstörungen und Nierenversagen kommen.
Dies sind jedoch eher seltene Ausnahmen, die nicht mit einem therapeutischen Einsatz von Laxantien bei Obstipation verwechselt werden dürfen. Experten unterscheiden daher Laxantienabusus klar von einem chronischen therapeutischen Abführmittelgebrauch.
Deutliches Indiz für Laxantienmissbrauch oder -überdosierung ist die fortgesetzte Einnahme von Abführmitteln trotz Durchfalls.
Mit Laxantien kann das Körpergewicht nicht reduziert werden. Bei vernünftiger Dosierung kommt das natürliche Darmgeschehen wieder in Gang, bei Überdosierung verliert der Körper lediglich Wasser und Elektrolyte, jedoch kein Fett.